# Duilio Giammaria
Duilio Giammaria (Bari, 23 ottobre 1960) è un giornalista, scrittore, autore televisivo e conduttore televisivo italiano.

## Biografia
Ha Iniziato a collaborare al Giornale Radio 3 nel 1982  ma poi ha lavorato a Rai Due dal 1987 al 1991 e dal 1991 al 1996 a Rai Tre, dove ha prodotto il reportage di prima serata Sud in collaborazione con la rete televisiva francese TF1. Dal 1998 lavora al TG1, nella redazione Esteri e Speciali. Come inviato dagli esteri, ha seguito a lungo la guerra in Iraq e anche quella in Afghanistan. A tal proposito ha realizzato numerosi documentari e reportage, ricevendo anche due menzioni speciali per il lavoro svolto. È stato autore di Extra, primo programma di coproduzione europea.
Dirige la giuria del premio internazionale di televisione via satellite Eutelsat Hot Bird Awards. Ha collaborato con la World Bank nell'ambito dell'iniziativa Communication for Development e con il Ministero degli Esteri italiano, per il quale ha realizzato il documentario East Meet West - An Italian Jouney in Central Asia, incentrato sulla tradizione italiana in Asia centrale.
Ha scritto il libro Seta e veleni - Racconti dall'Asia centrale, edito da Feltrinelli nel 2006 e riedito in Universale Economica tre anni dopo (2009).
Nel 2007 e nel 2008 collabora nella trasmissione televisiva Unomattina (Rai Uno). Conduce Unomattina Estate nell'estate 2007 (con Veronica Maya).
Nell'estate 2013 con Benedetta Rinaldi conduce nuovamente la versione estiva di Unomattina. Dal 16 agosto 2013 conduce sempre su Rai Uno il programma di approfondimento Petrolio.
Da settembre 2013 è stato confermato alla conduzione della versione tradizionale di Unomattina affiancando Elisa Isoardi, riconfermata per il terzo anno.

## Filmografia e reportage
- Media War (sul ruolo del giornalismo nella guerra bosniaca e l'assedio di Sarajevo) - (Rai Tre, 1994)
- Paolina e le altre (sul restauro della Galleria Borghese) - (Rai Due, 1997)
- Un mare di morte (sulla catastrofe ecologica del mare d'Aral) - (Rai Uno, 2000)
- Congo: cuore di tenebra (Rai Uno, 2001)
- L'oro del Caspio. Guerra, petrolio e caviale nel mare chiuso più grande del mondo - (Rai Uno, 2002)
- Il gioco del terrore - (Rai Uno, 2002) - selezionato al Festival TV di Montecarlo.
- Sulle tracce di Bin Laden (Rai Uno, 2003)
- Diari di guerra (Rai Uno, 2003). Sulla guerra in Iraq. È stato selezionato in concorso al Festival Internationale Programmes Audiovisuels di Biarritz
- Le vie della droga - (Rai Uno, 2004)
- L'altra faccia della Mezzaluna - (Rai Uno, 2005)
- Coca Spa - (Rai Uno, 2006)
- Sulle orme di Marco Polo - (Rai Uno, 2008)
- East Meet West. An Italian Jouney in Central Asia (2009) - Premio dell'UNITED NATIONS CORRESPONDENT ASSOCIATION
- Hindukush. La guerra infinita - (Rai Uno, 2010)
- Nel cuore della Cina. Matteo Ricci - (Rai Uno, 2012, CCTV9 2013)
- Senza respiro (sulla pandemia da COVID-19) - (Rai Due, 2020)[5]

## Televisione
- Unomattina (Rai 1, 2007-2008, 2013-2014)
- Unomattina Estate (Rai 1, 2007, 2013)
- Petrolio (Rai 1, 2013-2019; Rai 2, 2019-2020; Rai 3, 2023-2024)
- I Nostri Angeli - Premio Luchetta (Rai 1, 2014)
- Mompracem - L'isola dei documentari (Rai 2, dal 2021)

## Premi e riconoscimenti
- 1997 - Premio Archeo per Paolina e le altre
- 1999 - Premio ZAPPING RADIO RAI per Un mare di Morte
- 1999 - Menzione Speciale della Giuria categoria "Grands Reportages" del Festival International Programmes Audiovisuels di Biarritz per Un mare di Morte
- 2000 - Primo premio al XVII Festival Mostra Atlantica de Televisao per L'oro del Mar Caspio
- 2000 - Primo premio per il miglior reportage ecologico al Festival Internazionale di Bar per L'oro del Mar Caspio
- 2001 - Primo Premio Plasmon per il miglior reportage sui temi dell'alimentazione per Mucca pazza
- 2010 - Leggio d'oro Premio alla voce dell'inchiesta[6]
- 2012 - Premio Leonardo Azzarita 2012 Molfetta - 12.05.2012
- 2013 - Premio Biagio Agnes